# Корневское
Ко́рневское — село в Лотошинском районе Московской области России.
Относится к городскому поселению Лотошино, до реформы 2006 года относилось к Монасеинскому сельскому округу. Население — 60 чел. (2010).

## География
Расположено в западной части городского поселения, примерно в 11 км к западу от районного центра — посёлка городского типа Лотошино, на левом берегу реки Руссы, впадающей в Лобь. Соседние населённые пункты — деревни Марково, Монасеино, Стрешневы Горы и Дулепово Шаховского района. Автобусное сообщение с райцентром.

## Исторические сведения
В духовной грамоте князя Фёдора Борисовича Волоцкого (около 1506 года) упоминается как деревня Кореневское.
Согласно Ревизским сказкам священнослужителей за 1811 года село Корневское учреждено в 1795-1796 годах, тогда же и построена церковь Знамения Пресвятой Богородицы. 
В «Списке населённых мест» 1862 года Карнеевское — владельческое село 2-го стана Волоколамского уезда Московской губернии по правую сторону Зубцовского тракта, при безымянном ручье, в 40 верстах от уездного города, с 83 дворами, православной церковью и 680 жителями (336 мужчин и 344 женщины).
В 1890 году в селе работало земское училище, число душ мужского пола составляло 334.
До 1924 года входило в состав Марковской волости. Постановлением президиума Моссовета от 24 марта 1924 года Марковская волость была включена в состав вновь образованной Раменской волости.
По материалам Всесоюзной переписи населения 1926 года — центр Корневского сельсовета, в нём проживало 880 человек (413 мужчин, 467 женщин), насчитывалось 173 хозяйства, имелась школа и изба-читальня.
С 1929 года — населённый пункт в составе Лотошинского района Московской области.
До середины XX века в селе находилась кирпичная Знаменская церковь, построенная в 1775—1802 годах на средства И. Н. Стрешнева.

## Население
| 1852 | 1859 | 1926 | 2002 | 2006 | 2010 |
| ---- | ---- | ---- | ---- | ---- | ---- |
| 693  | ↘680 | ↗880 | ↘94  | ↘79  | ↘60  |